# Kilnamona
Kilnamona (Iers:Cill na Móna; Nederlands: Kerk van het moerasland is een gehucht in County Clare, Ierland.
Kilnamona maakt deel uit van de parochie Inagh-Kilnamona. De parochie zelf maakt deel uit van de "Críocha Callan"-cluster van parochies binnen het Bisdom Killaloe.
Het gehucht ligt nabij de N85, een nationale weg die loopt van Ennis tot Ennistymon.

## Voorzieningen
Kilnamona heeft een lagere school maar er zijn geen winkels of pubs meer. De katholieke kerk is de St. Josephskerk.

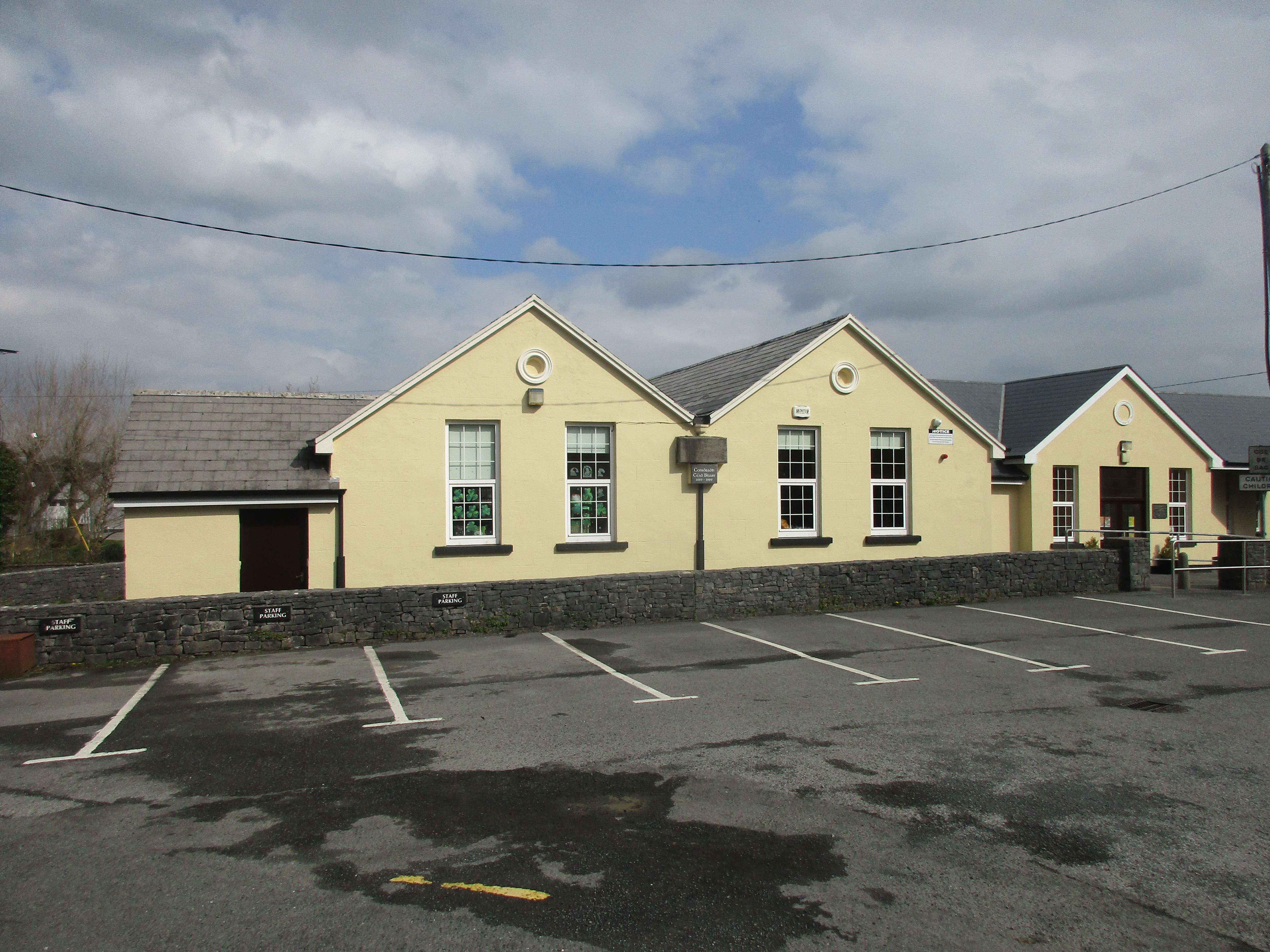
De lagere school
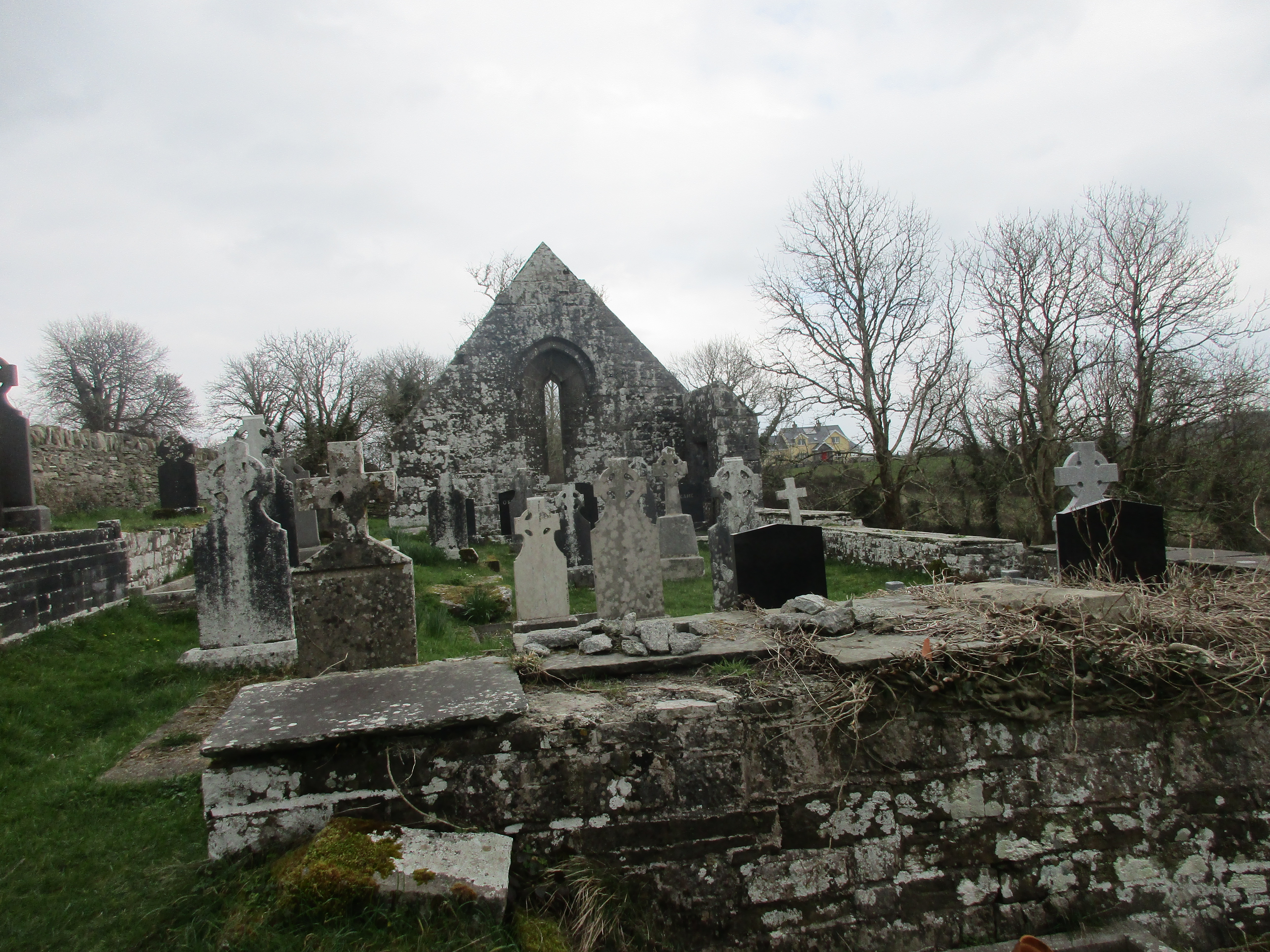
De oorspronkelijke kerk van Kilnamona
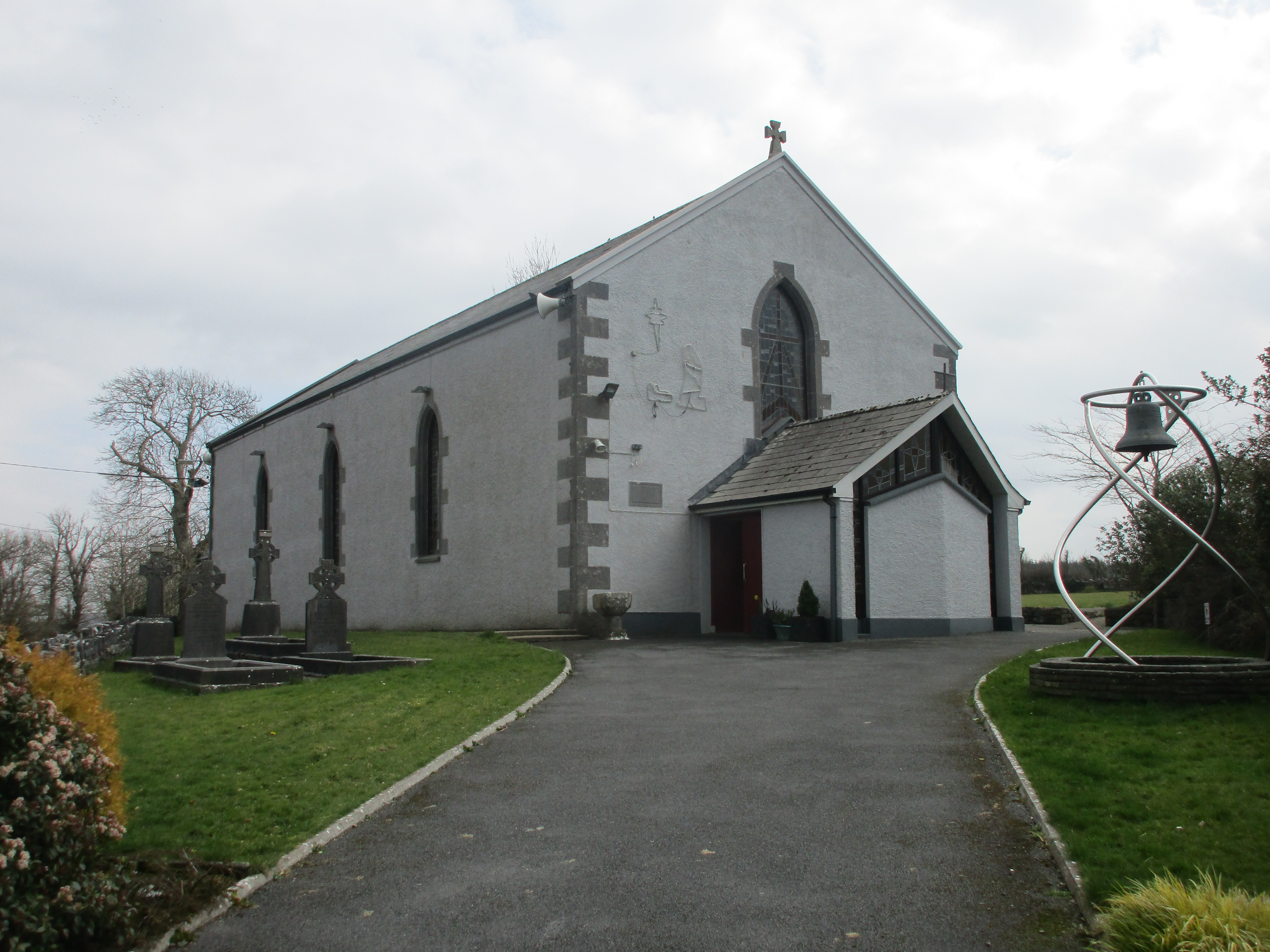
De moderne kerk van Kilnamona